# Oinomaus
Oinomaus (n. ?, Galia - d. cca 73 î.Hr., Campania) - uneori numit Oenomaus sau Enomaus - a fost un gladiator, unul din conducătorii celei de-a treia răscoale a sclavilor (Războiul Gladiatorilor) din Imperiul Roman.

## Biografie
Fiind în curs de pregătire ca gladiator la școala lui Lentulus Batiatus din Capua, Oinomaus a evadat în iarna anului 73 î.Hr., devenind, împreună cu Spartacus și Crixus, unul din conducătorii rebeli care au condus cea de-a treia răscoală a sclavilor. 
A condus armata sclavilor rebeli împotriva armatei romane comandate de pretorul Gaius Claudius Glabrus, pe care l-a învins în bătălia din vecinătatea Vezuviului.. A murit probabil în timpul incursiunii armatei rebele în sudul Italiei.

## În cultura populară
- Oinomaus este un personaj din Jeff Wayne's Musical Version of Spartacus.
- Oinomaus este interpretat de Peter Mensah în serialul produs de Starz TV Spartacus.[1][2] La început, este cunoscut ca om de incredere pentru casa batiatus si promovat rapid la titlul Doctore („profesor”) fiind astfel antrenor de sclavi la casa lui Batiatus (ludus). Promovarea este realizata de Lentulus Batiatus care preia temporar conducerea casei in lipsa tatalui sau.Este un personaj loial, de cuvant si de incredere, dovedindu-se un excelent antrenor de gladiatori.În serial, personajul este african și nu din Galia. De asemenea, el moare în bătălia de la Vezuviu.